# 중국 U-23 축구 국가대표팀
중국 U-23 축구 국가대표팀은 중국을 대표하는 23세 이하 축구 국가대표팀이다.

## 국제 대회 경력

### AFC U-23 아시안컵
2013년 대회를 시작으로 총 5번의 U-23 아시안컵 본선에 출전했지만 5번의 대회에서 모두 조별리그에서 탈락하는 수모를 당했고 그나마 홈에서 열린 2018년 대회 개막전에서 오만을 꺾고 첫 승을 올렸고 2024년 대회 B조 최종전에서도 아랍에미리트를 꺾으며 6년만에 U-23 아시안컵 1승을 추가했다.

### 아시안 게임
아시안 게임에는 6번 모두 출전하여 2002년과 2006년 대회 그리고 홈에서 열린 2022년 대회에서 8강에 올랐고 2010년부터 2018년 대회까지는 모두 16강에 머물렀다.

### 하계 올림픽
현재까지 중국의 올림픽 본선 출전은 홈에서 열린 2008년 대회가 유일하며 그나마도 이 대회에서 1무 2패·A조 최하위의 초라한 성적에 그치며 조별리그 탈락의 고배를 마셨고 이후의 올림픽 본선 출전 기록은 전무하다.

### 동아시아 경기 대회
동아시아 경기 대회에는 5번 참가하여 2005년 대회에서 금메달을 목에 걸었고 1993년과 1997년에는 동메달을 획득했다.

## 주요 대회 성적

### 올림픽
| 모든 연령의 선수 참가에서 23세 이하로 변경 |           |           |           |           |           |           |           |           |           |
| 1992년                                     | 예선 탈락 | 예선 탈락 | 예선 탈락 | 예선 탈락 | 예선 탈락 | 예선 탈락 | 예선 탈락 | 예선 탈락 | 예선 탈락 |
| 1996년                                     | 예선 탈락 | 예선 탈락 | 예선 탈락 | 예선 탈락 | 예선 탈락 | 예선 탈락 | 예선 탈락 | 예선 탈락 | 예선 탈락 |
| 2000년                                     | 예선 탈락 | 예선 탈락 | 예선 탈락 | 예선 탈락 | 예선 탈락 | 예선 탈락 | 예선 탈락 | 예선 탈락 | 예선 탈락 |
| 2004년                                     | 예선 탈락 | 예선 탈락 | 예선 탈락 | 예선 탈락 | 예선 탈락 | 예선 탈락 | 예선 탈락 | 예선 탈락 | 예선 탈락 |
| 2008년                                     | 조별예선  | 3         | 0         | 1         | 2         | 1         | 6         |           |           |
| 2012년                                     | 예선 탈락 | 예선 탈락 | 예선 탈락 | 예선 탈락 | 예선 탈락 | 예선 탈락 | 예선 탈락 | 예선 탈락 | 예선 탈락 |
| 2016년                                     | 예선 탈락 | 예선 탈락 | 예선 탈락 | 예선 탈락 | 예선 탈락 | 예선 탈락 | 예선 탈락 | 예선 탈락 | 예선 탈락 |
| 2020년                                     | 예선 탈락 | 예선 탈락 | 예선 탈락 | 예선 탈락 | 예선 탈락 | 예선 탈락 | 예선 탈락 | 예선 탈락 | 예선 탈락 |
| 합계                                       | 1/8       | 3         | 0         | 1         | 2         | 1         | 6         |           |           |

### 아시안 게임
| 연도                                       | 결과 | 경기 | 승 | 무 | 패 | 득점 | 실점 |
| ------------------------------------------ | ---- | ---- | -- | -- | -- | ---- | ---- |
| 모든 연령의 선수 참가에서 23세 이하로 변경 |      |      |    |    |    |      |      |
| 2002년                                     | 8강  | 4    | 3  | 0  | 1  | 9    | 1    |
| 2006년                                     | 8강  | 4    | 3  | 1  | 0  | 8    | 4    |
| 2010년                                     | 16강 | 4    | 2  | 0  | 2  | 5    | 7    |
| 2014년                                     | 16강 | 3    | 1  | 0  | 2  | 1    | 5    |
| 2018년                                     | 16강 | 4    | 3  | 0  | 1  | 14   | 5    |
| 합계                                       | 5/5  | 15   | 12 | 1  | 6  | 37   | 22   |

### AFC U-23 아시안컵
| 연도   | 결과                              | 경기                              | 승                                | 무                                | 패                                | 득점                              | 실점                              |                                   |
| ------ | --------------------------------- | --------------------------------- | --------------------------------- | --------------------------------- | --------------------------------- | --------------------------------- | --------------------------------- | --------------------------------- |
| 2013년 | 조별리그                          | 3                                 | 0                                 | 0                                 | 3                                 | 2                                 | 5                                 |                                   |
| 2016년 | 조별리그                          | 3                                 | 0                                 | 0                                 | 3                                 | 4                                 | 9                                 |                                   |
| 2018년 | 조별리그                          | 3                                 | 1                                 | 0                                 | 2                                 | 4                                 | 3                                 |                                   |
| 2020년 | 조별리그                          | 3                                 | 0                                 | 0                                 | 3                                 | 0                                 | 4                                 |                                   |
| 2022년 | 예선 탈락                         | 예선 탈락                         | 예선 탈락                         | 예선 탈락                         | 예선 탈락                         | 예선 탈락                         | 예선 탈락                         |                                   |
| 2024년 | 조별리그                          | 3                                 | 1                                 | 0                                 | 2                                 | 2                                 | 4                                 |                                   |
| 합계   | 5/6                               | 12                                | 2                                 | 0                                 | 13                                | 12                                | 25                                |                                   |
| 순위   | AFC U-23 아시안컵 통산 순위: 15위 | AFC U-23 아시안컵 통산 순위: 15위 | AFC U-23 아시안컵 통산 순위: 15위 | AFC U-23 아시안컵 통산 순위: 15위 | AFC U-23 아시안컵 통산 순위: 15위 | AFC U-23 아시안컵 통산 순위: 15위 | AFC U-23 아시안컵 통산 순위: 15위 | AFC U-23 아시안컵 통산 순위: 15위 |

- 참고: AFC U-23 아시안컵이 올림픽 축구 아시아 지역 예선 역할을 한다.

## 역대 감독
| 감독                  | 임기        |
| --------------------- | ----------- |
| 자슈취안              | 2003 ~ 2004 |
| 자슈취안              | 2005 ~ 2007 |
| 미로슬라브 블라제비치 | 2010 ~ 2011 |
| 거스 히딩크           | 2018 ~ 2019 |
| 알렉산다르 얀코비치   | 2021 ~ 2023 |

## 같이 보기
- 중국 축구 국가대표팀